# Michel Trempont
Michel Trempont est un chanteur lyrique (baryton) belge, né le 28 juillet 1928 à Boussu-lez-Mons (Belgique) et mort le 30 janvier 2021 à Mons (Belgique). Au cours d'une carrière résolument internationale de plus de 60 années, il a défendu un large répertoire allant des œuvres du XVIIIe siècle aux créations contemporaines. 

## Biographie
Michel Trempont naît le 28 juillet 1928 à Boussu, près de Mons. Son second prénom, Fernand, est un hommage au célèbre ténor belge Fernand Ansseau (1890-1972), également natif de Boussu et que la famille Trempont tenait en haute estime[réf. nécessaire].
Michel Trempont étudie le chant avec Joseph Rogatchewsky et Francis Andrien avant de débuter à Bruxelles au théâtre de l'Alhambra dans le rôle de Guy Florès de L'Auberge du Cheval-Blanc, puis à Liège en 1952 où André d'Arkor l'engage pour chanter Valentin dans Faust de Gounod. Il se produit ensuite à Gand sur l'invitation de Vina Bovy, puis à La Monnaie de Bruxelles où il se produit entre 1955 et 2007.
De 1960 à 1963, il intègre la troupe des Baladins lyriques, dirigée par Jean-Claude Hartemann (1929-1993) et Suzanne Lafaye (1917-2015)  avant d'entamer une longue collaboration avec l'Opéra de Paris (RTLN) et notamment l'Opéra-Comique.  
Il entame parallèlement une carrière internationale, paraissant au festival d'Aix-en-Provence, au Royal Opera House de Londres, à La Scala de Milan, à La Fenice de Venise, au Teatro di San Carlo de Naples, au San Francisco Opera, etc.
Acteur consommé à la voix puissante et étendue, son vaste répertoire (plus de 140 rôles) inclut entre autres les deux Figaros (Le Barbier de Séville de Rossini et Les Noces de Figaro de Mozart), Guglielmo Così fan tutte, Rimbaud (Le Comte Ory), Sulpice (La Fille du régiment), Fieramosca (Benvenuto Cellini), Taddeo (L'Italienne à Alger), Sancho (Don Quichotte), le Roi (L'Amour des trois oranges), etc. Michel Trempont a également beaucoup enregistré, notamment les œuvres de Jacques Offenbach.
Il a été professeur d'art lyrique au Conservatoire royal de Mons dès 1990 et membre du jury de plusieurs concours internationaux de chant.
Marié en secondes noces au soprano belge Jacqueline Vallière (1925–2011), il meurt le 30 janvier 2021 à Mons, à l'âge de 92 ans. Son frère, Pol Trempont (1923-2007), a également été chanteur lyrique (ténor), puis directeur du Théâtre royal de Mons.

## Carrière
- 1952 : Faust de Gounod, Opéra royal de Wallonie : Valentin
- 1955 : La Bohème de Puccini, La Monnaie : Marcello
- 1963 : Così fan tutte de Mozart, mise en scène Robert Manuel, théâtre Montansier, théâtre de l'Ambigu : Guglielmo
- 1965 : Così fan tutte de Mozart, mise en scène Robert Manuel, théâtre de l'Est parisien : Guglielmo
- 1973 : Le Jongleur de Notre-Dame de Massenet, mise en scène Jean-Jacques Etchevery, Opéra de Tours[3] : frère Boniface
- 1973 : Chanson gitane de Maurice Yvain, mise en scène Roland Léonar, Grand Théâtre de Tours : Zariphi
- 1974 : Chanson d'amour de Schubert, mise en scène Michel Trempont, Grand Théâtre de Tours : Schubert (reprise en 1980)
- 1975 : Le Carrosse du Saint-Sacrement d'Henri Büsser, mise en scène Jean-Jacques Etchevery, Grand Théâtre de Tours : le Vice-Roi
- 1976 : Les Noces de Figaro de Mozart, mise en scène Jean-Jacques Etchevery, Grand Théâtre de Tours : Figaro
- 1978 : La Bohème de Puccini (version française), mise en scène Francis Périllat, Grand Théâtre de Tours : Marcel
- 1978 : Idomeneo, re di Creta de Mozart, mise en scène Jean-Jacques Etchevery, Grand Théâtre de Tours : le Grand Prêtre
- 1979 : La Mascotte d'Audran, mise en scène Michel Jarry, Grand Théâtre de Tours : Pippo
- 1979 : L'Affaire F.F.O.P.P. de Patrice Sciortino (création), mise en scène Marc Cheiffetz, Grand Théâtre de Tours : M. Bulle
- 1979 : Le Docteur Miracle de Bizet, mise en scène Michel Jarry, Grand Théâtre de Tours : le Podestat
- 1979-1980 : Vive Offenbach ![4] d'Offenbach, mise en scène Robert Dhéry, Opéra-Comique : Mme Madou/Peterman
- 1980 : Roméo et Juliette de Gounod, mise en scène Jean-Jacques Etchevery, Grand Théâtre de Tours : Mercutio
- 1981 : Les Mamelles de Tirésias et Le Bal masqué de Francis Poulenc, mise en scène Jean Le Poulain, Opéra-Comique : le Gendarme
- 1983 : La Belle Hélène d'Offenbach, mise en scène Jérôme Savary, Opéra-Comique : Calchas
- 1984 : La Périchole d'Offenbach, mise en scène Jérôme Savary, théâtre des Champs-Élysées : Panatellas
- 1984 : Le Mariage secret de Cimarosa, mise en scène Michael Hampe (de), Opéra-Comique : Geronimo
- 1985 : Le Voyage dans la Lune d'Offenbach, mise en scène Jérôme Savary, Grand Théâtre de Genève : V'lan
- 1986 : Robinson Crusoé d'Offenbach, mise en scène Robert Dhéry, Opéra-Comique : Jim Cocks
- 1986 : La Fille du régiment de Donizetti, mise en scène Bruno Stefano, Opéra-Comique : Sulpice (reprise en 1988)
- 1988 : La Pie voleuse de Rossini, mise en scène Florian Leibrecht, théâtre des Champs-Élysées : Fabrizio Vingradito
- 1991 : Madama Butterfly de Puccini, mise en scène Colette Nivelle, Opéra de Marseille : Sharpless
- 1992 : Carmen de Bizet, mise en scène Yánnis Kókkos, direction Michel Plasson, Chorégies d'Orange : le Dancaïre
- 1992 : Le Barbier de Séville de Rossini, mise en scène Ruggero Raimondi, Opéra national de Lorraine : Bartolo
- 1993 : Benvenuto Cellini de Berlioz, mise en scène Denis Krief, Opéra Bastille : Fieramosca
- 1994 : Tosca de Puccini, mise en scène Werner Schroeter, Opéra Bastille : le sacristain
- 1997 : La Grande-duchesse de Gérolstein d'Offenbach, mise en scène Bernard Pisani, Opéra de Marseille : le général Boum
- 1999 : La Grande-duchesse de Gérolstein d'Offenbach, mise en scène Bernard Pisani, Capitole de Toulouse : le général Boum
- 1999 : La Bohème de Puccini, mise en scène Jonathan Miller, Opéra Bastille : Benoît (reprises en 2001 et 2003)
- 2000 : Mârouf, savetier du Caire d'Henri Rabaud, mise en scène Robert Fortune, Opéra de Marseille : le Vizir
- 2002-2003 : La Vie parisienne d'Offenbach, mise en scène Jérôme Savary, Opéra-Comique : le Baron
- 2002 : Don Quichotte de Jules Massenet, mise en scène Riccardo Canessa, Opéra de Marseille : Sancho
- 2002 : Les Noces de Figaro de Mozart, mise en scène Giorgio Strehler, Opéra Garnier : Antonio
- 2004 : Les Contes d'Hoffmann d'Offenbach, mise en scène Jérôme Savary, Palais omnisports de Paris-Bercy : Crespel / Luther
- 2004 : Les Contes d'Hoffmann d'Offenbach, mise en scène Laurent Pelly, Opéra de Marseille : Crespel
- 2006 : Le Barbier de Séville de Rossini, mise en scène Jérôme Savary, Opéra-Comique : Bartolo
- 2010-2011 : Béatrice et Bénédict de Berlioz, Opéra-Comique et Grand Théâtre de Luxembourg : Somarone

## Distinctions
- Commandeur de l'ordre des Arts et des Lettres (14 mars 2007)
- Officier de l'ordre de la Couronne (Belgique)
- Citoyen d’honneur de la ville de Boussu (Belgique)

## Discographie
- Adolphe Adam : Le Toréador (Don Belflor), orchestre de l'Opéra national gallois, Richard Bonynge (dir.) - Decca, 1998
- André Grétry : Richard Cœur-de-Lion (Blondel), chœurs et orchestre de chambre de la RTBF, Edgard Doneux (dir.) - EMI Classics, 1979
- Jacques Offenbach :
  - Les Brigands (Pietro), chœurs et orchestre de l'Opéra de Lyon, John Eliot Gardiner (dir.) – EMI, 1989
  - Vive Offenbach ! : Mesdames de la Halle  (Madame Madou) et Monsieur Choufleuri (Peterman), ensemble choral Jean Laforge et orchestre philharmonique de Monte-Carlo, Manuel Rosenthal (dir.) - EMI, 1983
  - Orphée aux Enfers (Jupiter), chœurs et orchestre du Capitole de Toulouse, Michel Plasson (dir.) – EMI, 1979
  - La Belle Hélène (Calchas), chœurs de l’Opéra du Rhin, Orchestre philharmonique de Strasbourg, Alain Lombard (dir.) - Barclay/Accord, 1978
  - La Périchole (Panatellas), chœurs et orchestre du Capitole de Toulouse, Michel Plasson (dir.) – EMI, 1981
  - La Vie parisienne (Bobinet), chœurs et orchestre du Capitole de Toulouse, Michel Plasson (dir.) – EMI, 1976
- Louis Varney : Les Mousquetaires au couvent (Brissac), chœurs et orchestre de la RTBF, Edgard Doneux (dir.) - EMI, 1979

## Sources
- R. Mancini et J-J. Rouvereux, Le Guide de l'opéra, Fayard, 1986  (ISBN 2-213-01563-5)
- Claude-Pascal Perna, « Michel Trempont, baryton belge » (biographie et témoignages) sur Musica et memoria